# René Goulaine de Laudonnière
René Goulaine de Laudonnière (1562–82) francia gyarmatosító Floridában. Miután 1562-ben elkísérte Jean Ribault-t floridai útjára, 1564-ben ő maga vezetett egy második expedíciót, s kísérletet tett egy francia település, Fort Carolina megalapítására a Saint Johns folyó torkolatához közel. A település hamarosan magára vonta a helyi indián lakosság ellenséges indulatát, mivel sokuk nem akart dolgozni, mások a kalózkodást választották, s végül fellázadtak. Fort Caroline kétségbeejtő szorítóban volt, amikor az angol Sir John Hawkins kalóz 1565 augusztusában megjelent, s Laudonnière-nek élelmet, valamint egyik hajóját eladta. Laudonnière kész volt visszatérni Franciaországba, mikor Ribault megérkezett az ellátmánnyal és megerősítéssel, s visszatérésre utasította Laudonnière-t, hogy feleljen az ellene felhozott vádakért. Indulását a spanyolok megjelenése késleltette. Ribault St. Augustine támadására készült, amikor Pedro Menéndez de Avilés megelőzve őt megtámadta Fort Carolinát, s lemészárolta a Ribault által hátrahagyott védtelen telepeseket.  Laudonnière egyike volt azoknak a keveseknek, akinek sikerült elmenekülniük. 1566-ban ért partot Franciaországban, s megírta expedícióinak történetét (Histoire notable de la Floride), melyet 1586-ban Richard Hakluyt angolra lefordított.